# Wachtebeke
Wachtebeke és un municipi belga de la província de Flandes Oriental a la regió de Flandes. Està compost per les seccions de Wachtebeke i Overslag.

## Evolució demogràfica
- Font:NIS

## Situació
I:Wachtebeke  II:Overslag
- a. Moerbeke
- b. Eksaarde (Lokeren)
- c. Zaffelare (Lochristi)
- d. Mendonk (Gant)
- e. Sint-Kruis-Winkel (Gant)
- f. Zelzate